# کوستارووتسه
کوستارووتسه (به لهستانی:  Kostarowce) یک روستا در لهستان است که در گمینا سانوک واقع شده‌است. کوستارووتسه  ۷۲۰ نفر جمعیت دارد و ۳۴۶ متر بالاتر از سطح دریا واقع شده‌است.